# Existence
Existence (z latinského existentia < ex-sistere spočívat vně, vyskytovat se) je ontologický pojem, který popisuje, že něco skutečně je ve fyzickém světě. Pojem lze do češtiny přeložit též jako „výskyt“, „vnější projev“. Nejčastější význam slova existence je synonymum pojmu bytí.
Scholastická filozofie přiřazuje existenci význam toho, co náleží k vnějšímu světu, tedy světu skutečnému či reálnému. Pojem je tedy spojován s objektivitou a realitou jako něco, co nenáleží pouze do světa fantazie:
Non potest autem efficax sumi testimonium veritatis per ea quae non in rei existentia sed solum in apparentia sunt gesta. (Nelze brát svědectví o pravdě z těch věcí, které neexistují skutečně, ale pouze se jeví)
To, co existuje, lze popsat také jako to, co je nadáno vlastní činností:
… quod per se habet operationem et per se existentiam habere potest. (… to, co je nadáno vlastní činností může mít také vlastní existenci)
Středověká filosofie rozvinula protiklad existence jako aktuálního bytí zde a podstaty, esence, jako ideálního a obecného určení bytosti či jsoucna. Tento strom zde je jednotlivou existence (moderně řečeno výskytem) esence stromu. I v Hegelově filosofii je existence zvnějšněním podstaty ducha.
V moderní filosofii přechází důraz na jednotlivou, konkrétní existence, zejména člověka (S. Kierkegaard). Právě lidská (tj. naše) existence je východiskem veškerého poznání, zkušenosti, ale i usilování (intence, E. Husserl) a svobody. Existence člověka přitom není jen nějakým „výskytem“ předmětu (M. Heidegger), nýbrž pobytem (Dasein), údělem bytosti, jíž na jejím bytí záleží a která ví, že je konečná, smrtelná. Existence není izolovaný a svrchovaný „subjekt“, nýbrž je pobytem na světě, který přehlíží, přičítá si svoji minulost a je neustálou starostí o budoucí.
Dramatičnost lidské existence jako prázdné svobody ke tvoření sebe sama zdůrazní existencialismus (Sartre, Camus), současná filosofie staví do popředí otázky odpovednosti, existence jako východiska vztahů ke druhému ( „já a ty“, M. Buber) a etiky vůbec (E. Lévinas).